# Île Bribie
L’île Bribie (Bribie Island en anglais), également connue sous le nom aborigène de Boorabee, est une île australienne située dans le Queensland, à environ 70 kilomètres au nord de Brisbane, dans le comté de Caboolture.

## Géographie

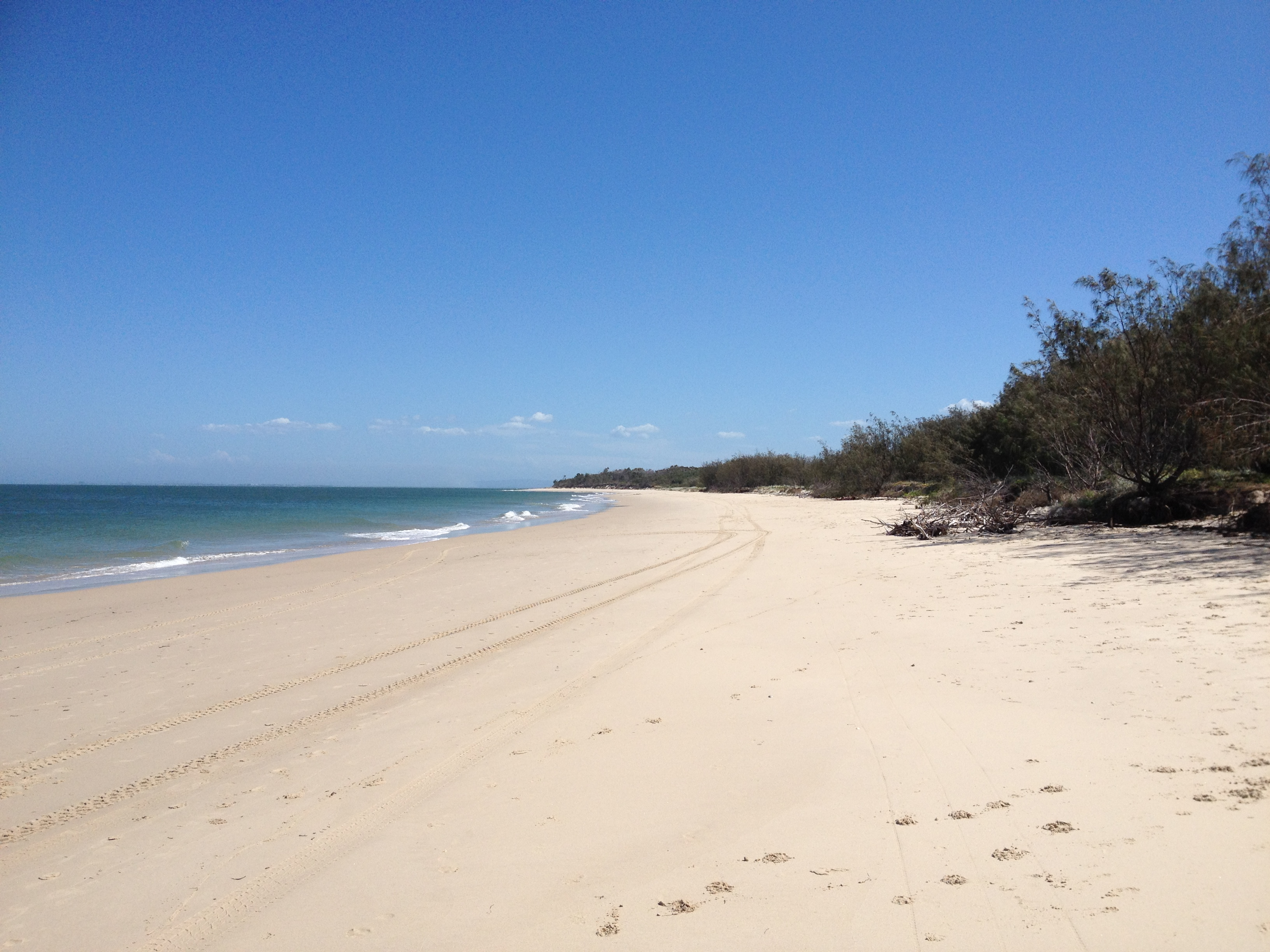
Plage Woorim.

Île sablonneuse de 34 kilomètres de long sur 8 kilomètres de large peuplée d'environ 15 000 habitants dans sa partie sud, elle est reliée par un pont au continent depuis 1963. Le détroit qui la sépare du continent est appelé Pumicestone Passage (« passage pierre-ponce », en raison des nombreux morceaux de pierre ponce flottant dans les eaux du chenal ou trouvés sur les plages). 
L'île doit son nom à un prisonnier de Moreton Bay, qui est le premier Européen à s'installer sur l'île, où il épouse une femme aborigène et finit sa vie. L'île Bribie abrite un parc national, le parc national de Bribie Island, sur la côte nord-est, le centre de l'île étant interdit au public. Elle attire de nombreux touristes qui profitent du pont pour accéder aux plages ou circuler en véhicule tout-terrain dans les dunes.